# Luc Castaignos
Luc Castaignos (ur. 27 września 1992 w Schiedam) – holenderski piłkarz występujący na pozycji napastnika w greckim OFI 1925. Były młodzieżowy reprezentant Holandii.

## Wczesna młodość
Korzenie rodzinne Luca sięgają Landów, terenu położonego około 100 kilometrów od Bordeaux, na południowym zachodzie Francji. Tam poznali się jego rodzice i na dwa lata przed jego narodzinami wyemigrowali do Holandii. Castaignos urodził się w Schiedam, regionie Holandia Południowa. Dorastał w patologicznym sąsiedztwie, w którym odsetek imigrantów był bardzo wysoki. Determinacja i wpływ jego rodziców pozwoliły mu wyjść ze złego środowiska i rozpoczęcie piłkarskiej kariery.

## Kariera klubowa
Pierwszym młodzieżowym klubem Castaignosa był lokalny klub w Schiedam, Excelsior '20. Chłopiec mieszkał w pobliżu obiektu treningowego tego katolickiego klubu i głównie dzięki temu rozpoczął tam swoje pierwsze treningi. Już wtedy jego trener, Paul Benschop dostrzegł w 13-latku ogromny potencjał. Niedługo potem młody zawodnik uczestniczył w zajęciach podczas Dnia Otwartego w klubie Spartaan '20, mającym podpisaną umowę partnerską z Feyenoordem. Zawodnik zdecydował się dołączyć do klubu Spartaan '20 i kontynuować w nim szlifowanie umiejętności. W wieku 14 lat, w 2007 roku Castaignos przeniósł się do młodzieżowej drużyny Feyenoordu. 30 października 2008 podpisał swój pierwszy profesjonalny kontrakt z Feyenoordem obowiązujący go do lata 2011 z opcją przedłużenia o kolejne 2 lata.
Po doskonałym występie na Mistrzostwach Europy U-17 w 2009 roku, które odbyły się w Niemczech, wiele klubów zainteresowało się młodym napastnikiem, m.in. Arsenal, Liverpool, Manchester United, Real Madryt, Inter Mediolan, Bayern Monachium czy TSG 1899 Hoffenheim. Ostatecznie 22 lipca 2009 ówczesny trener Mario Been i dyrektor techniczny Leo Beenhakker zaprzeczyli pogłoskom, jakoby Castaignos miał opuścić klub. Od 13 sierpnia 2009 roku rozpoczął na stałe treningi z pierwszym zespołem Feyenoordu. Oficjalny debiut w barwach klubu nastąpił 24 września 2009 w wyjazdowym meczu Pucharu Holandii przeciwko Harkemase Boys, w którym to zastąpił w 72. minucie schodzącego z boiska Leroya Fera.
31 stycznia 2011 oficjalna strona Feyenoordu poinformowała, że Inter Mediolan zakupił Castaignosa, jednakże dołączy on do Interu po zakończeniu sezonu 2010/11. Kontrakt został podpisany przez zawodnika 1 marca 2011 Prasowe spekulacje informowały o kwocie zapłaconej przez włoski klub opiewającej na 2.5 mln €. Pierwszą bramkę w barwach Interu strzelił w towarzyskim spotkaniu przeciwko Celtikowi, rozgrywanym w ramach The Dublin Super Cup. 27 listopada 2011 roku strzelił decydującego gola w wyjazdowym meczu przeciwko Sienie w ramach Serie A. Był to jego pierwszy gol w oficjalnym meczu jako zawodnik Interu.
Latem 2012 roku Castaignos przeszedł do FC Twente. Następnie grał w Eintrachcie Frankfurt, a w 2016 został zawodnikiem portugalskiego klubu Sporting CP. W 2017 został wypożyczony do SBV Vitesse.

## Kariera reprezentacyjna
18 września 2008 piętnastoletni Luc otrzymał powołanie do reprezentacji Holandii do lat 17 na spotkanie z reprezentacją Hiszpanii do lat 17. Spotkanie zakończyło się bezbramkowym remisem, a Castaignos spędził cały mecz na ławce rezerwowych. Międzynarodowa kariera ruszyła po sukcesie na Mistrzostwach Europy U-17 w 2009 roku. Zespół Holendrów, zdominowany przez siedmiu zawodników Feyenoordu zakończył udział w mistrzostwach na 2. miejscu, przegrywając finał z gospodarzami turnieju, reprezentacją Niemiec do lat 17. Luc był jednym z kluczowych zawodników swojego kraju, zajął ex aequo z Lennartem Thy 1. miejsce w klasyfikacji strzelców mistrzostw oraz został wybrany do jedenastki turnieju. Z dorobkiem 13. goli na koncie jest najlepszym strzelcem w historii reprezentacji Holandii U-17.

## Sukcesy
Holandia
- Wicemistrzostwo Europy do lat 17: 2009

Indywidualne
- Król strzelców Mistrzostw Europy do lat 17: 2009
- Najlepszy strzelec w historii reprezentacji Holandii do lat 19